# Neuvelle-lès-Cromary
Neuvelle-lès-Cromary é uma comuna francesa na região administrativa de Borgonha-Franco-Condado, no departamento de Alto Sona. Estende-se por uma área de 6,29 km². Em 2010 a comuna tinha 413 habitantes (densidade: 65,7 hab./km²).